# آدم بيرتي
آدم بيرتي هو لاعب هوكي الجليد كندي، ولد في 1 يوليو 1986 في سكاربورو، تورنتو في كندا.

## وصلات خارجية
- آدم بيرتي على موقع دوري الهوكي الوطني (الإنجليزية)
- آدم بيرتي على موقع EliteProspects.com (الإنجليزية)
- آدم بيرتي على موقع HockeyDB.com (الإنجليزية)
- آدم بيرتي على موقع Hockey-Reference.com (الإنجليزية)